# Сушрута
Сушрута (санскр. सुश्रुत, Suśruta IAST — добре знаний), (V ст. до н. е.) — один з перших знаних в історії великих лікарів і хірургів стародавньої Індії, автор одного з найважливіших збережених стародавніх медичних трактатів Сушрута Самхіта (Компендіум Сушрути). У трактаті розглядаються такі галузі медицини, як ортопедія, токсикологія, психіатрія, медична етика, але найбільш вражаючими є розділи про хірургію, зокрема нейрохірургію, пластичну хірургію. Трактат вважається основоположним текстом Аюрведи.
Час і місце життя Сушрути точно невідомі: він жив не пізніше кінця VIII століття, коли його твір було перекладено арабською мовою. Припускається, що Сушрута належав до древньої медичної школи в Каші, місті на лівому березі Гангу.

## Трактат і його авторство
Твір «Сушрута-самхіта» написаний санскритом у 184 розділах містить повну систему індійської медицини, яка опирається на Аюрведу. Його мова проста і зрозуміла і може бути прирівняна до мови епічної поезії, хоча відсутність у ньому давніших форм свідчить про його пізнє походження. Оригінал трактату не зберігся, але дійшов до наших днів у копіях та перекладах.
За переказами, Сушрута написав його на прохання своїх учнів і послідовників, отримуючи поради від самого Дханвантарі — бога-лікаря в індуїзмі, покровителя Аюрведи. У 1907 році знаний перекладач давньоіндійського епосу «Магабгарата» Бхішагратна стверджував, що Сушрута був одним із синів стародавнього мудреця Вішвамітри і що Сушрута — це ім'я клану, до якого належав Вішвамітра. У розділі 7 п'ятитомної «Історії індійської медичної літератури», опублікованої в 1999 році, історик медицини, лікар Герріт Ян Меуленбелд роглядає різноманітні теорії про особу Сушрути та історію публікації «Сушрута Самхіти».
Щодо авторства трактату вчені-дослідники схиляються до думки, що над трактатом «Сушрута Самхіта» в різний період працювали під спільним іменем «Сушрута» кілька стародавніх авторів, які зробили свої внески у його текст.
Найперше на початку ХХ століття Рудольф Гернле припустив, що деякі концепції з трактату можна зустріти в трактаті Śatapatha-Brāhmaṇa, який він датує 600 роком до н. е. Протягом останнього століття наука про історію індійської медичної літератури нагромадила переконливі докази того, що «Сушрута Самхіта» — це твір, котрий складається з кількох історичних шарів. Як вважає Герріт Ян Меуленбельд, його створення, можливо, почалося до нашої ери, а було завершене в його нинішньому вигляді іншим автором між четвертим і п'ятим століттями нашої ери.

## Лікарська практика

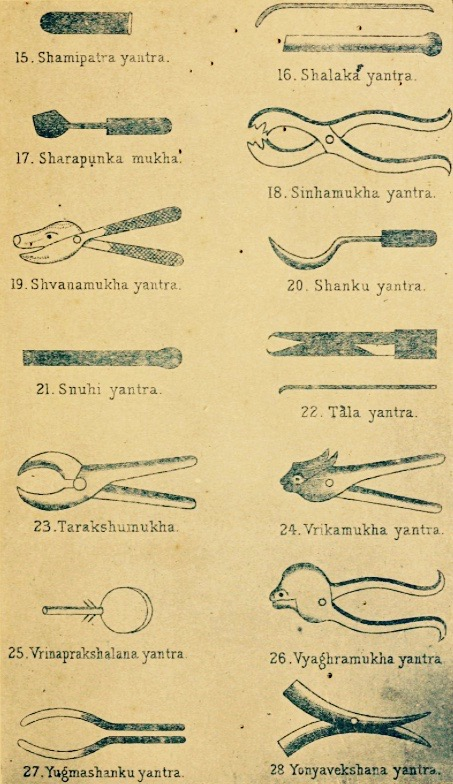
Зображення хірургічних інструментів з «Сушріта Самхіта»

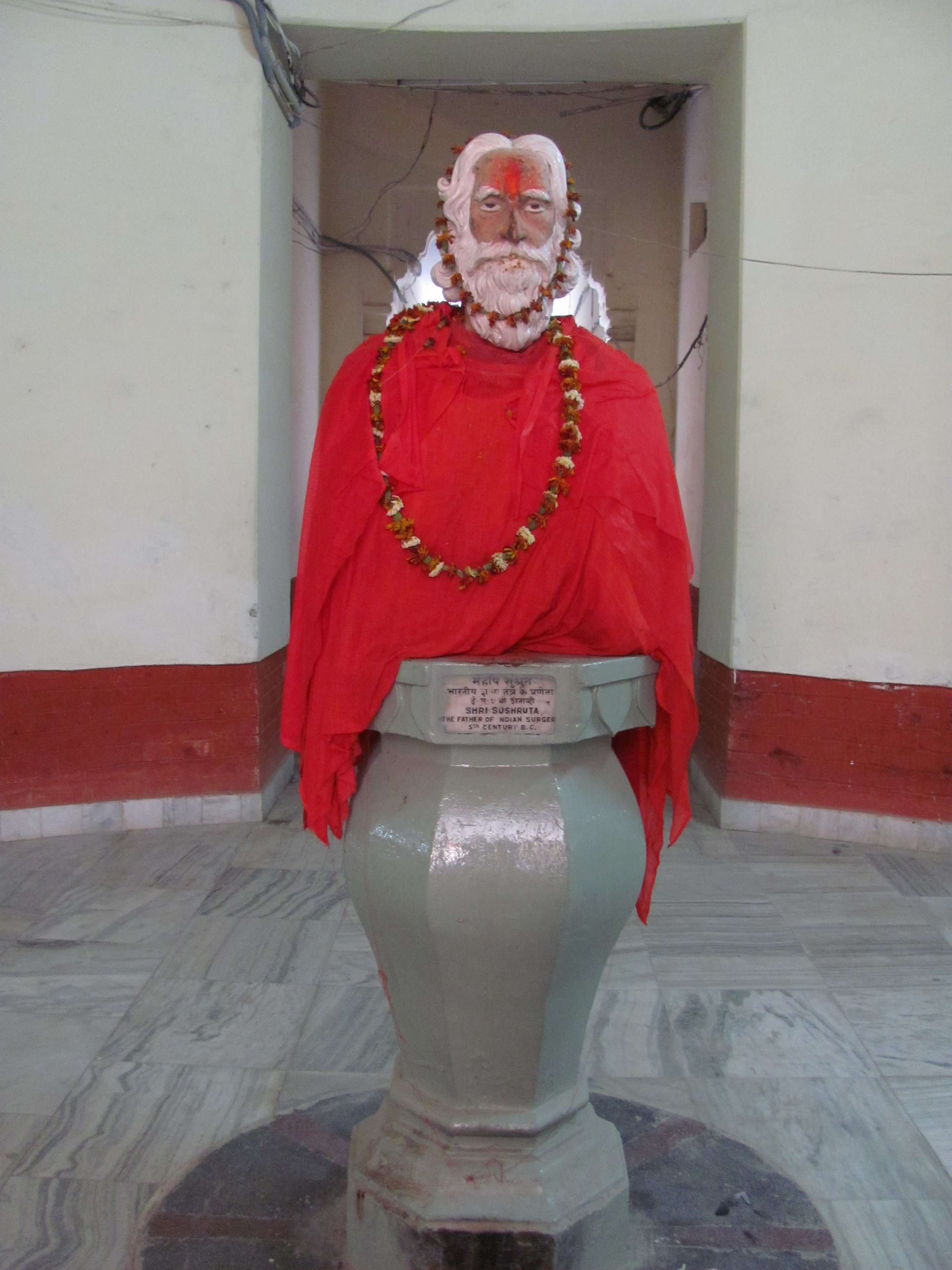
Статуя Сушрута в холі клініки Варанаського індуїстського університету

Сушрута написав «Сушрута Самхіта» як інструкцію для лікарів щодо практики лікування пацієнтів. Хвороба, стверджував він, викликана дисбалансом в тілі, і обов'язком лікаря є допомогти пацієнтам зберегти рівновагу або відновити її, якщо вона була втрачена. З цією метою кожен, хто займається медичною практикою, повинен бути спокійним і врівноваженим. Сушрута описує вимоги до ідеального практикуючого лікаря, а характеристику медичної сестри-помічниці лікаря, виокремлює таким чином: «Лише така людина придатна доглядати за пацієнтом або бути біля ліжка пацієнта, яка холоднокровна і приємна у своїй поведінці, ні про кого не говорить погано, сильна і уважна до вимог хворого, суворо й невтомно дотримується вказівок лікаря». (I.34)
Важливого значення Сушрута надавав лікарським засобам, він описав понад 700 лікарських рослин та лікарських засобів тваринного та мінерального походження, способи їх приготування, вплив на людський організм та застосування. Особливу увагу звертав на правила особистої гігієни. Базові знання анатомічної будови людського організму представлені ним описом 500 м'язів, 300 кісток, 107 зчленувань, 70 кровоносних судин та інших органів тіла людини.
Він описав понад 1100 захворювань, прокласифікувавши їх на 8 груп: внутрішні хвороби, захворювання очей, вуха, горла і носа, хірургію, педіатрію, токсикологію, геріатрію, фертильність, психічні розлади. Установив та охарактеризував симптоми таких захворювань, які пізніше стали відомими як віспа, холера, бешиха, діабет, стенокардія, ожиріння, гіпертонія, епілепсія.
Та особливої значимості Сушрута набув як видатний хірург давнини.
Він здійснював хірургічні втручання, застосовуючи як анестезуючі засоби блекоту і гашиш, використовуючи понад 100 хірургічних інструментів, прямі і криві голки, шовкові та лняні нитки. Він практикував 14 форм перев'язок. Він оперував переломи, виконував ампутації, пластичні операції, описав лікарські прийоми у випадках важких пологів, кесаревого розтину, залишив описи 72 видів хвороб очей, операції з видалення катаракти. Йому приписують застосування магніту для видалення сторонніх тіл з ока.
Сушруту вважають батьком пластичної хірургії. Його лікарська майстерність підтверджується операціями з ринопластики — виправлення деформацій або повного відновлення носа. В Індії хірургічну практику Сушрути використовували до кінця ХVІІІ століття.

## Учні та послідовники
Сушрута вчив і виховував учнів та послідовників своєї лікарської діяльності. Вони повинні були протягом шести років опановувати ази медицини, включаючи анатомію перш ніж розпочати практичне навчання хірургії. Перед початком навчання вони давали урочисту клятву присвятити себе лікуванню хворих та не завдавати шкоди нікому. Цю клятву часто порівнюють з клятвою Гіппократа. 
За Сушрутою, «учень повинен сприймати науку від учителя не лише вухом, а й розумом, щоб не бути подібним до віслюка, який несе на спині сандалове дерево, знає його вагу, але не знає його вартості".
Під час навчання Сушрута навчав учнів усім хірургічним процедурам, розпочинаючи з практики нарізання овочів чи мертвих тварин, щоб удосконалити довжину та глибину розрізу. Після того, як учні довели, що вміють працювати з рослинністю, трупами тварин, м'якою деревиною, уважно спостерігати за реальними процедурами на пацієнтах, тільки тоді їм дозволяли робити власні операції.

## Ушанування пам'яті
На вшанування внеску Сушрути в розвиток індійської медицини в холі клініки Варанаського індуїстського університету встановлена його статуя з надписом на п'єдесталі: «Сушрута — батько індійської хірургії». Інша статуя встановлена на території індійського інституту йоги Patanjali Yogpeeth
в священному місті Гарідвар індійського штату Уттаракханд.